# 1786
Năm 1786 (số La Mã: MDCCLXXXVI) là một năm thường bắt đầu vào ngày Chủ nhật trong lịch Gregory (hoặc một năm thường bắt đầu vào thứ năm của lịch Julius chậm hơn 11 ngày).

## Sự kiện

### Tháng 3
- Đàng Ngoài xảy ra nạn đói lớn, Trịnh Khải ra lệnh cho nhà giàu phải góp tiền phát chẩn cho nạn dân.

### Tháng 4
- Phạm Ngô Cầu sai sứ giả Nguyễn Phú phân định biên giới với Tây Sơn.

### Tháng 5
- Ngày 25: quân Tây Sơn tấn công đèo Hải Vân.

### Tháng 6
- Ngày 16: quân Tây Sơn đánh chiếm Phú Xuân.
- Ngày 21: quân Tây Sơn chiếm lũy Thầy.

### Tháng 7
- Nguyễn Huệ và Nguyễn Hữu Chỉnh ra bắc diệt chúa Trịnh Khải.
- Trịnh Khải bại trận bị bắt tự sát mà chết.
- Vua Thái Đức Nguyễn Nhạc ra bắc.
- Lê Duy Khiêm lên ngôi vua niên hiệu Chiêu Thống (vua thứ 16 nhà Lê Trung Hưng).

### Tháng 8
- Tây Sơn rút quân về miền Nam.
- Bọn Hoàng Phùng Cơ, Đinh Tích Nhưõng khởi binh khôi phục họ Trịnh.

### Tháng 9
- Trịnh Bồng được phong làm Nguyên soái, Tổng quốc chính Án Đô Vương.

### Tháng 11
- Trịnh Bồng và Dương Trọng Tế đem quân vây cung vua đòi phế Lê Chiêu Thống để lập vua khác nhưng thất bại.

### Tháng 12
- Nguyễn Hữu Chỉnh ra Hà Bắc đánh dẹp Trịnh Bồng phò tá Lê Chiêu Thống.

## Sinh
- 8 tháng 1 - Nicholas Biddle, Chủ tịch Ngân hàng thứ hai của Hoa Kỳ (mất 1844)
- 12 tháng 1 - Sir Robert Inglis, Bt, chính trị gia Anh(mất 1855)
- 23 tháng 1 - Auguste de Montferrand, kiến trúc sư người Pháp (mất 1858)
- 16 tháng 2 - Maria Pavlovna của Nga, nữ công tước của Saxe-Weimar Eisenach (mất 1859)
- 24 tháng 2 - Martin W. Bates, Thượng nghị sĩ từ Delaware (mất 1869)
- 24 tháng 2 - Wilhelm Grimm, nhà ngôn ngữ học và nghệ thuật dân gian Đức (mất 1859)
- 22 tháng 3 - Joachim Lelewel, nhà sử học Ba Lan (mất 1861)
- 14 tháng 5 – Susan Euphemia Beckford, Công tước phu nhân xứ Hamilton
- 13 tháng 6 - Winfield Scott, tướng Mỹ (mất 1866)
- 17 tháng 8 - David "Davy" Crockett, người Mỹ (mất 1836)
- 25 tháng 8 - Ludwig I của Bayern (mất 1868)
- 10 tháng 9 - William Mason, chính trị gia người Mỹ (mất 1860)
- 11 tháng 9 - Friedrich Kuhlau, nhà soạn nhạc người Đức (mất 1832)
- 18 tháng 9 - VIII Christian của Đan Mạch (mất 1848)
- 24 tháng 9 - Charles Bianconi, doanh nhân Ý-Ailen (mất 1875)
- 29 tháng 9 - Guadalupe Victoria, tổng thống Mexico (mất 1843)
- 18 tháng 11
- 12 tháng 12 - William L. Marcy, người Mỹ (mất 1857)
- Không rõ ngày tháng sinh
  - Jean-François Barrière, sử gia người Pháp
  - Kim Jeonghui, người Hàn Quốc (mất 1856)
  - Alexander Bryan Johnson, nhà triết học người Mỹ (mất 1867)

## Mất
- Lê Hiển Tông, Vua nước Đại Việt (sinh 1717), năm Cảnh Hưng 46 (Ất Tỵ).
- Đoan Nam vương Trịnh Tông, Chúa Trịnh ở Đàng Ngoài (sinh 1763)
- Friedrich II của Phổ - Tuyển hầu xứ Brandenburg (sinh ngày [2 1712)